# Argonautiques (Apollonios de Rhodes)
Pour les articles homonymes, voir Argonautiques.
Les Argonautiques (en grec ancien Ἀργοναυτικά / Argonautiká) sont une épopée grecque en quatre chants composée par le poète Apollonios de Rhodes au IIIe siècle av. J.-C., pendant l'époque hellénistique. Elle relate le voyage des Argonautes, menés par Jason, dans leur quête de la Toison d'or. 

## Genèse de l'œuvre
Apollonios de Rhodes compose ses Argonautiques dans le contexte général de l'intense activité scientifique et artistique que connaît à son époque la ville d'Alexandrie. Apollonios est un philologue, qui dirige un temps la bibliothèque d'Alexandrie, et il côtoie à Alexandrie les autres poètes de son temps, en particulier Callimaque, dont l'influence sur sa propre esthétique est perceptible dans les Argonautiques. Les Argonautiques sont la seule œuvre d'Apollonios qui nous soit parvenue, mais il faut les replacer dans le contexte de sa production perdue, qui comprenait des traités de philologie consacrés aux poètes archaïques tels qu'Homère, des épigrammes et des poèmes relatant la fondation de villes (dont Alexandrie) : cela explique l'alliance étroite entre la poésie et l'érudition dans cette épopée.

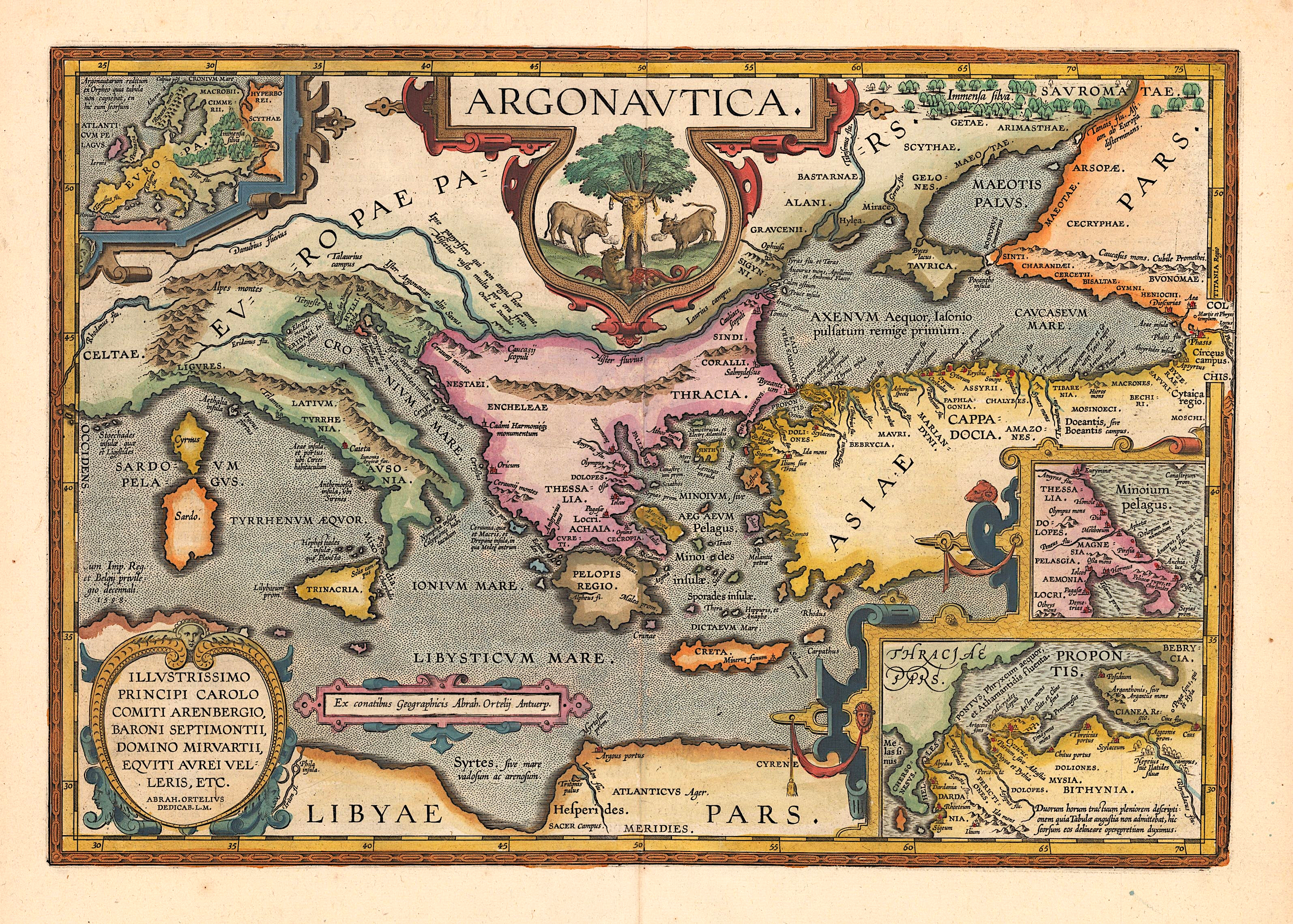
Carte interprétant le voyage des Argonautes selon les Argonautiques d'Apollonios de Rhodes. Parergon d'Abraham Ortelius, réimpression de 1624.

Pour composer son épopée, Apollonios de Rhodes s'appuie bien sûr sur le principal représentant du genre de l'épopée dans la tradition de son époque, Homère, en particulier l’Odyssée, où, comme dans les Argonautiques, le voyage sur mer tient une place importante. Il dispose également d'autres épopées aujourd'hui perdues, en particulier celles du Cycle troyen. Cependant, même si Apollonios fonde la structure d'ensemble de son épopée sur ces modèles, et réalise aussi une imitation savante du style des poèmes homériques, il s'inspire aussi d'autres genres littéraires, aussi bien pour certains épisodes que pour le vocabulaire qu'il emploie. Il a à sa disposition les poètes lyriques, comme Pindare, et les poètes tragiques. Ainsi, l'épopée que compose Apollonios s'écarte de l'esthétique de l'épopée homérique, qu'il renouvelle en y insérant des éléments inconnus ou peu développés chez Homère : les apparitions des dieux témoignent d'un goût pour le merveilleux et le spectaculaire absent des poèmes d'Homère mais plus développé au temps d'Apollonios ; la passion de Médée pour Jason est traitée en partie sur le mode tragique, et témoigne de l'influence de la Médée d'Euripide sur la représentation de ce personnage ; le personnage d'Éros, dépeint comme un enfant cruel et capricieux, donne lieu à des scènes de genre inspirées de l'idylle qui oscillent entre le comique et l'ironie tragique. De même, le style d'Apollonios prend la langue d'Homère comme modèle d'ensemble, mais en enrichit le vocabulaire en y ajoutant des termes lyriques et tragiques, et élabore ainsi une langue littéraire érudite, purement écrite, qui s'écarte sensiblement de la langue formulaire des poèmes homériques, beaucoup plus ancienne, qui était encore profondément marquée par l'oralité.
Le sujet choisi par Apollonios, la quête des Argonautes, avait déjà été traité à plusieurs reprises par des poètes antérieurs. Il est possible qu'un poème archaïque l'ait relaté et que le poète de l’Odyssée s'en soit inspiré, mais cette épopée, si elle a existé, est entièrement perdue. De nombreuses allusions aux Argonautes figuraient dans des poèmes portant sur des sujets différents ou plus généraux, comme la Théogonie d'Hésiode, le Catalogue des femmes et probablement les cycles épiques perdus. Les Naupacties, une épopée perdue au sujet incertain, paraît avoir traité en partie de la quête des Argonautes. Ce périple était également relaté par Eumélos dans ses Corinthiaques, peut-être par un poème attribué à Épiménide de Crète, et par les Jeux funèbres en l'honneur de Pélias de Stésichore ; tous ces poèmes sont aujourd'hui perdus ou connus seulement par quelques fragments. Un des plus fameux poètes archaïques, Pindare, avait évoqué les Argonautes dans sa quatrième Pythique (qui est parvenue jusqu'à nous). Et de nombreux épisodes tirés de ce sujet avaient été traités aux Ve siècle et IVe siècle par les poètes tragiques (parmi ces pièces, nous n'avons en entier que la Médée d'Euripide). Apollonios de Rhodes pouvait s'inspirer de l'ensemble de ces textes, ainsi que des évocations des Argonautes chez les historiens et les géographes, mais aussi de leurs représentations dans l'art figuré, dans la céramique, la sculpture et la peinture.
En plus de ses modèles littéraires, Apollonios de Rhodes utilise une documentation abondante. Il recourt notamment à Hérodore d'Héraclée et à des traités sur les nations barbares dont il alimente sa description de la Colchide. Le voyage qu'il fait effectuer aux Argonautes s'insère résolument dans la géographie du monde réel et s'appuie sur les connaissances géographiques de son temps. Sa peinture des passions, notamment celle de Médée, se nourrit des théories médicales de son époque, en particulier des traités d'Hérophile et d'Érasistrate.

## Structure de l'œuvre
Les Argonautiques se divisent en quatre chants composés en hexamètres dactyliques, comprenant au total environ 6 000 vers, ce qui reste nettement plus court que les épopées homériques (pour comparaison, l’Iliade comprend environ 15 000 vers et l’Odyssée environ 12 000). Contrairement au cas des poèmes homériques, la division en quatre chants fait partie du projet du poète, ce qui permet de l'étudier comme telle.

### Chant I
Le chant I commence par un prélude adressé à Apollon, suivi d'une brève explication des causes de la quête de la Toison d'or. Vient ensuite le catalogue des Argonautes, qui comprend deux groupes de vingt-sept héros rassemblés par Jason à Iolcos ; organisé selon leurs origines géographiques, il développe pour chaque héros certains points de sa généalogie et de ses aventures passées. Les héros tiennent une assemblée pour élire leur chef : Héraclès, le meilleur d'entre eux, s'efface volontairement au profit de Jason, qui est à l'origine de l'expédition. Ayant rejoint le port, les héros accomplissent les derniers préparatifs du départ : la mise à l'eau du navire Argo, les prières et cérémonies religieuses pour demander les faveurs des dieux, et un banquet de départ. Un incident pendant le banquet, dû à l'insolence du guerrier Idas qui fait preuve d'une hybris de mauvais augure, est apaisé par un chant d'Orphée célébrant l'harmonie cosmique et la gloire de Zeus. Le chant I décrit ensuite la première partie de la navigation de l'Argo en route vers la Colchide. 
Les héros font d'abord escale à Lemnos. Jason y rend visite à la reine des Lemniennes, Hypsipyle. Le manteau de pourpre dont il se revêt pour cette occasion est décrit en détail : plusieurs épisodes mythologiques y sont représentés. Hypsipyle raconte à Jason l'histoire du crime des Lemniennes, et lui offre de rester sur l'île avec ses compagnons : il pourrait devenir roi de l'île. Jason refuse le trône, mais accepte l'hospitalité pour quelque temps, et les héros mettent fin à la malédiction des Lemniennes. 
La deuxième escale de l'Argo a lieu à Cyzique, où les Argonautes sont accueillis par Cyzicos, roi des Dolions. Ils font ensuite un détour afin de grimper sur les hauteurs du mont Dindymon pour reconnaître leur route, et sont confrontés aux belliqueux Gegeneis, des géants fils de la Terre dotés de six bras. Au retour, un malentendu provoque une escarmouche avec les Dolions, et en viennent à tuer leur hôte Cyzicos. Après trois jours de deuil, ils repartent et essuient plusieurs tempêtes. Ils les apaisent par une seconde escale sur le Dindymon où ils offrent des sacrifices aux dieux. Dès lors, ils font bonne route, et les héros jouent à rivaliser de vitesse à la rame, jusqu'au moment où Héraclès brise la sienne.
L'Argo arrive alors en Mysie, dont les habitants leur font bon accueil. Tandis qu'Héraclès part en quête d'un arbre pour remplacer sa rame, son amant Hylas s'éloigne pour chercher de l'eau et est enlevé par des nymphes. Polyphème fils d'Élatos, qui a entendu ses cris, le cherche en vain, puis avertit Héraclès, qui cherche longuement son ami. Les Argonautes repartent accidentellement sans lui : Télamon, en colère, estime qu'il faut faire demi-tour ; les deux fils de Borée, les Boréades, s'y opposent. Finalement, le dieu marin Glaucos apparaît alors près du navire et explique aux Argonautes que le destin d'Héraclès n'est pas de les accompagner dans leur quête, car il devra accomplir ses douze travaux pour Eurysthée. Télamon et Jason se réconcilient, et le navire poursuit sa route.

### Chant II

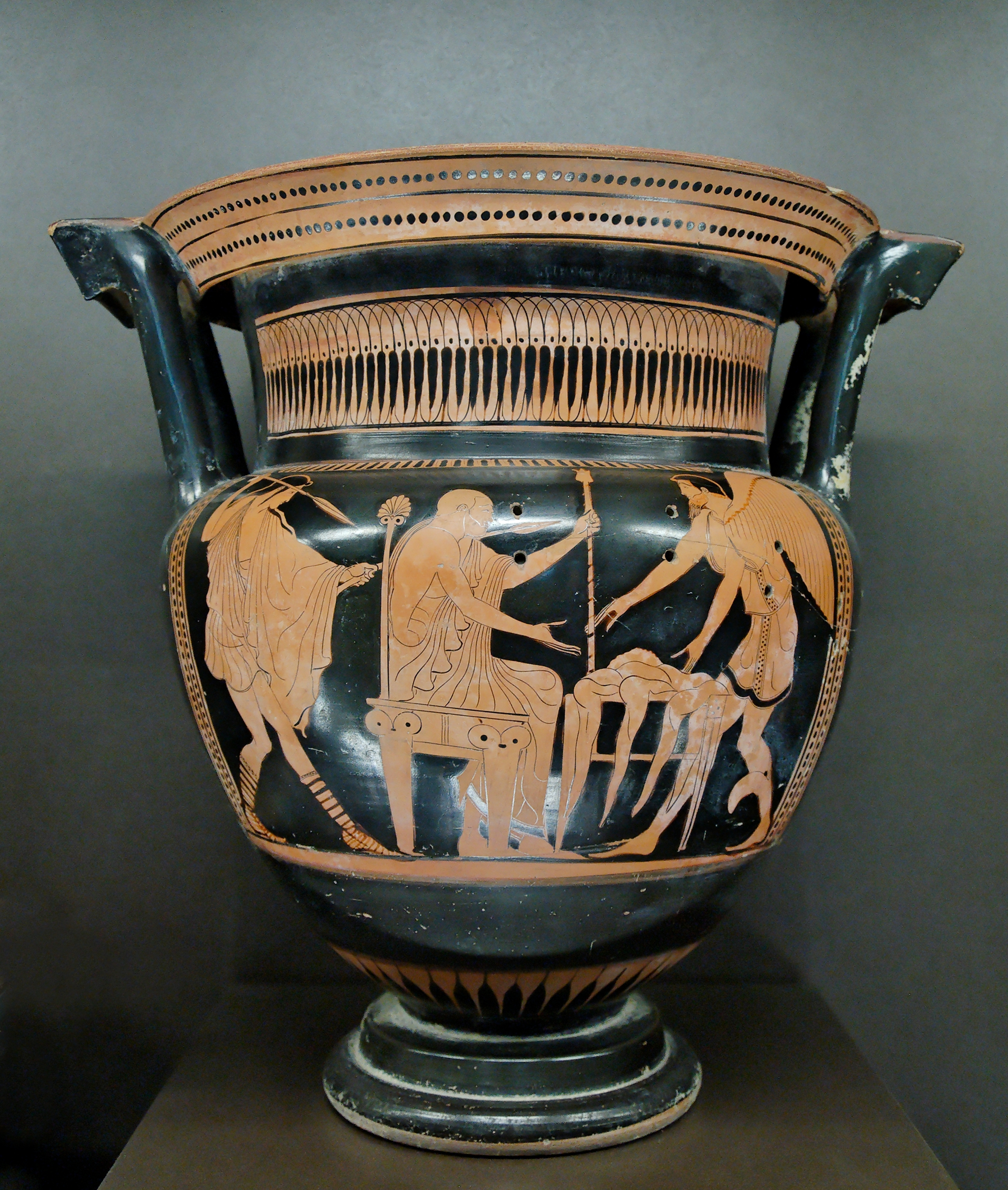
Les Boréades débarrassant Phinée des Harpies, cratère à colonnettes du Peintre de Léningrad, v. 460 av. J.-C., musée du Louvre.

Le chant II raconte la seconde partie du périple de l'Argo jusqu'à son arrivée en Colchide. Les Argonautes arrivent à présent chez les Bébryces. Leur roi, Amycos, a coutume de défier en combat singulier les voyageurs qui abordent chez lui. Pollux se porte volontaire pour l'affronter et finit par le tuer. Pour venger leur roi, les Bébryces attaquent les Argonautes, qui les mettent en fuite. L'Argo franchit ensuite les remous du Bosphore et arrive en Thynie. Là, les Argonautes viennent en secours au devin Phinée, qui était affamé et harcelé par les Harpies : les Boréades, dotés d'ailes aux talons, les pourchassent très loin dans le ciel jusqu'à être arrêtés par la déesse Iris. En échange, Phinée donne aux Argonautes des instructions détaillées sur le chemin à suivre et sur les épreuves qu'ils devront affronter pour conquérir la Toison d'or. Phinée offre l'hospitalité aux héros ; le lendemain, ils rencontrent Paraibos, dont Phinée raconte l'histoire. Ils sont retenus quarante jours sur l'île par des vents contraires, les vents étésiens, qui rendent la navigation impossible. Les héros consacrent un autel aux douze divinités olympiennes. Après ce délai, le navire reprend sa route. 
Les Argonautes arrivent ensuite devant les Symplégades, qu'ils parviennent à franchir avec l'aide d'Athéna. Longeant la côte de Bithynie, ils arrivent sur une île de Thynie, où ils entraperçoivent Apollon en personne, auquel ils consacrent un autel. Ils font ensuite escale chez les Mariandynes, auprès du roi Lycos. Pendant cette escale Idmon meurt tué par un sanglier féroce, puis Tiphys meurt de maladie ; une période de deuil leur est consacrée. On choisit un nouveau pilote. L’Argo navigue ensuite jusqu'au cap Carambis. Les héros font halte près du tombeau de Sthénélos fils d'Actor. Ils font ensuite escale à Sinope, puis longent le pays des Amazones sans s'y attarder, le pays des Chalybes, puis le pays des Tibarènes et des Mossynèques. Les Argonautes font escale dans l'île d'Arès, d'où ils doivent chasser des oiseaux farouches. Au cours de la nuit, les fils de Phrixos s'échouent sur l'île, et leur chef, Argos, avertit les Argonautes sur la cruauté d'Aiétès, le roi de Colchide. Reprenant leur route, les Argonautes passent au large de l'île de Philyra, puis au large du Caucase où est enchaîné Prométhée. Ils atteignent enfin l'embouchure du Phase, dont ils remontent le cours, et ils arrivent en Colchide, but de leur voyage.

### Chant III
Le chant III relate le début du séjour des Argonautes en Colchide, la rencontre entre Jason et Médée et la façon dont il accomplit les épreuves imposées par Aiétès pour conquérir la Toison d'or.
Les Argonautes viennent d'aborder en Colchide. Sur l'Olympe, les dieux discutent du cours qu'ils feront prendre aux événements. Héra et Athéna vont trouver Aphrodite et la convainquent d'envoyer son fils Éros pour faire tomber amoureuse de Jason la magicienne Médée, la fille d'Aiétès.
Jason et quelques compagnons se rendent en ambassade à Colchis, au palais d'Aiétès, pour parlementer. Éros frappe Médée de ses flèches et elle s'éprend de Jason. Aiétès refuse de leur accorder la toison, puis décide d'imposer à Jason des épreuves impossibles  : mettre sous le joug deux taureaux farouches soufflant le feu, et semer dans la jachère d'Arès les dents d'un dragon, qui, en poussant, se changeront en guerriers qu'il devra tuer tous. Jason n'a d'autre choix que d'accepter, puis il se retire avec ses compagnons. L'un des fils de Phrixos, Argos, parle à Jason de Médée, et propose d'aller la rencontrer pour la persuader de leur venir en aide, en prenant pour intermédiaire Chalciope, une parente commune. Aiétès, de son côté, est décidé à massacrer les Argonautes dès que Jason aura échoué dans l'épreuve. Argos retourne discrètement au palais et parle à Chalciope. La nuit venue, Médée, en proie à sa passion, va trouver Chalciope et lui propose spontanément son aide. La nuit suivante, Médée prépare un onguent qui rendra Jason plus fort et insensible au feu des taureaux. Jason et Médée se rencontrent en secret, et elle lui donne l'onguent ainsi que les instructions nécessaires ; Jason s'éprend à son tour de Médée. La nuit venue, Jason fait une prière à Hécate, déesse tutélaire des magiciennes. 
Le lendemain matin, Aiétès et les Colques d'un côté, les Argonautes de l'autre, se rassemblent près de la jachère d'Arès. Jason s'enduit de l'onguent, puis force les taureaux à accepter le joug, laboure le champ et y sème les dents du dragon. Peu après, des soldats en armes en surgissent ; Jason lance un rocher au milieu d'eux et provoque la discorde entre eux, puis profite de la diversion pour les massacrer, terminant ainsi d'accomplir l'épreuve.

### Chant IV
Le chant IV raconte la fin du séjour des Argonautes en Colchide et leur long retour jusqu'en Grèce avec la Toison d'or.

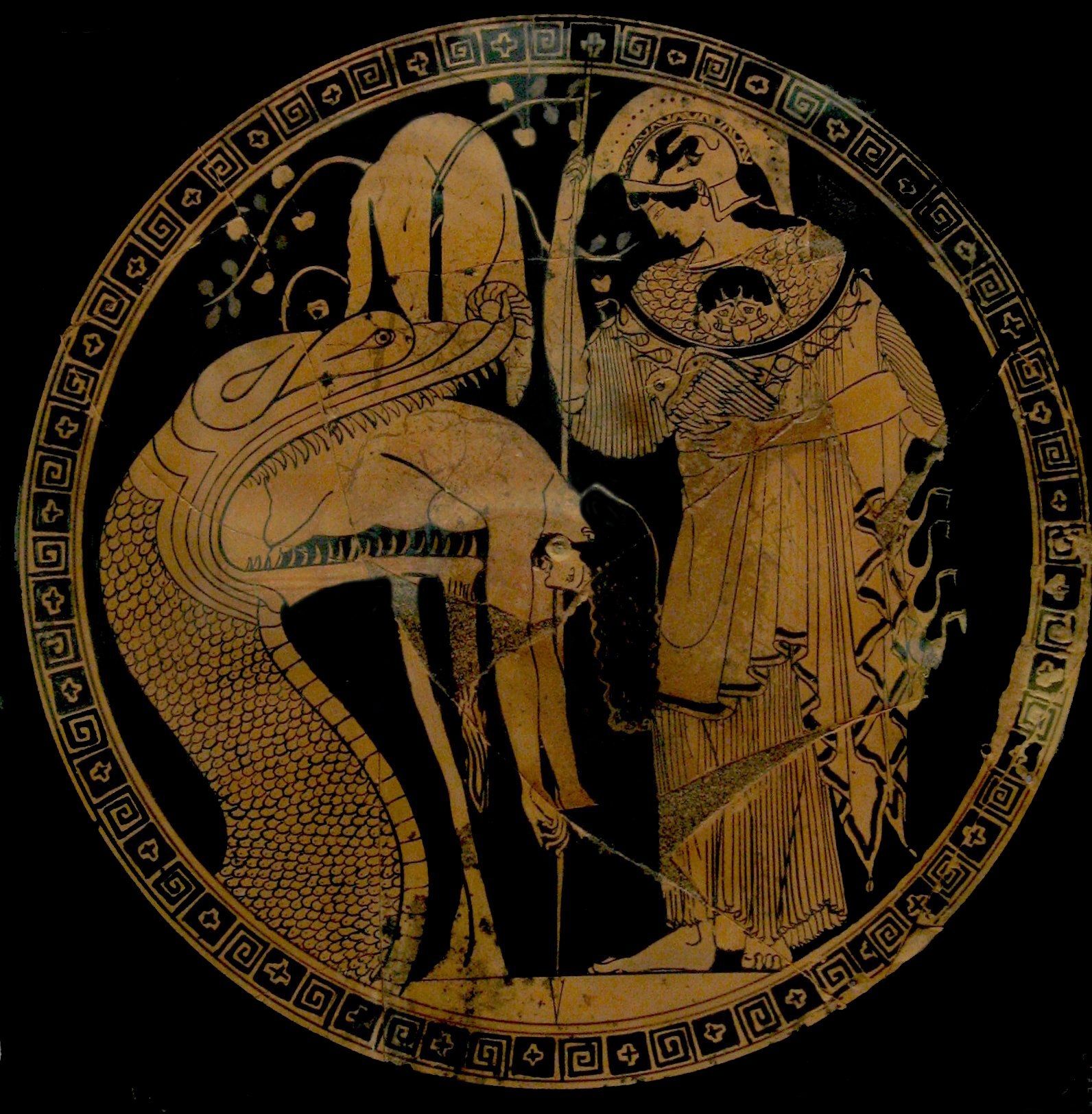
Une autre version de l'épisode du dragon gardien de la toison d'or : Athéna face au dragon, qui est en train de régurgiter Jason. Coupe de Douris (480-470 av. J.-C.)

Au cours de la nuit suivant l'accomplissement des épreuves par Jason, Médée, qui sait que son père Aiétès se doutera qu'elle a aidé l'étranger, s'enfuit et rejoint les Argonautes. Jason, amoureux, promet de l'épouser. Médée le mène jusqu'à la toison d'or, fixée à un chêne que garde un énorme dragon. Médée endort le dragon à l'aide de ses drogues, et Jason s'empare de la toison. Ils rejoignent le navire à l'aube et les Argonautes appareillent. Aiétès et son armée les poursuivent sur la mer. Prenant une route différente, l'Argo parvient à l'embouchure du fleuve Istros. Une partie de l'armée colque, menée par Apsyrtos, frère de Médée, les suit dans cette voie. Les deux troupes font escale sur deux îles du fleuve. Jason et Médée tendent une embuscade à Apsyrtos et le tuent. Les Argonautes atteignent ensuite le pays des Hylléens. Zeus, courroucé par le meurtre d'Apsyrtos, décrète que les Argonautes devront se purifier auprès de Circé et subir de nombreux revers avant de revoir leur patrie. Tandis que l'Argo longe les îles liburniennes, dont Corcyre, Héra fait parler la figure de proue et avertit les héros de la sentence de Zeus. L'Argo suit le fleuve Éridan, puis le Rhône, et longe les rives du pays des Celtes et des Ligures. Les Argonautes font escale dans plusieurs îles, puis arrivent dans la mer Ausonienne, jusqu'en Tyrrhénie où se trouve l'île d'Aiaié, demeure de Circé. Circé purifie Jason et Médée, puis, comprenant le meurtre dont Médée s'est rendue coupable, la blâme et chasse les héros. 
Héra transmet alors des instructions à Iris pour que la route des Argonautes soit plus facile. Thétis, obéissant à ces ordres, vient en aide aux Argonautes et, assistée par les Néréides, leur permet de franchir les Planctes. Les Argonautes parviennent ensuite à Drépané, chez le roi Alkinoos ; mais les Colques les ont suivis et réclament Médée à Alkinoos. Médée supplie la reine Arété de l'aider, et celle-ci lui confie la résolution du roi de ne pas la livrer si elle partage déjà le lit d'un homme. Le soir même, Médée épouse Jason, et le lendemain Alkinoos refuse de la livrer aux Colques. 
L'Argo est sur le point de rejoindre la Grèce, quand une tempête survient : le navire dérive pendant douze jours et s'enfonce dans la mer de Libye, jusqu'à s'échouer très loin dans la Syrte. Les Argonautes sont sauvés par une prédiction des héroïnes tutélaires du pays, qui leur enjoignent de porter leur navire sur leurs épaules dans la direction indiquée par un prodige qui leur apparaît. Après douze jours, ils atteignent le lac Triton, non loin du jardin des Hespérides. Le devin Mopsos meurt mordu par un serpent. Les Argonautes reprennent leur route sur le lac ; le dieu Triton leur vient en aide et leur indique la direction à suivre. Ils rejoignent la mer et arrivent en vue de la Crète, mais son gardien Talos les empêche d'accoster : Médée l'ensorcelle pour le mettre hors d'état de nuire et les héros peuvent faire escale. Ils franchissent ensuite une nappe de nuit noire, en invoquant Apollon, et font escale sur une île. De là, ils rentrent enfin en Grèce.

## Postérité

### Postérité antique
Les Argonautiques connaissent un succès durable dans l'Antiquité, comme peut le montrer la présence de scholies détaillées sur certains des manuscrits qui nous sont parvenus. Les Argonautiques d'Apollonios de Rhodes constituent une source et une influence importantes sur les traitements de la quête des Argonautes par les poètes postérieurs, dont nous connaissons les Argonautiques latines de Valerius Flaccus et sans doute les Argonautiques orphiques.
Pour le lecteur contemporain, les Argonautiques d'Apollonios de Rhodes sont le plus important représentant du genre de l'épopée à l'époque hellénistique ; elles montrent l'évolution considérable de ce genre plusieurs siècles après Homère et quelque temps avant l’Énéide de Virgile. L’œuvre a été traduite par Henri de La Ville de Mirmont à la fin du XIXe siècle.